# Dreissena bugensis
Dreissena bugensis е вид мида от семейство Dreissenidae. Видът не е застрашен от изчезване.

## Разпространение и местообитание
Разпространен е в Азербайджан, Иран, Казахстан, Русия, Туркменистан и Украйна. Внесен е в Канада (Онтарио), Нидерландия и САЩ (Аризона, Калифорния, Колорадо, Мисури, Мичиган, Невада, Ню Йорк, Охайо и Пенсилвания).
Обитава сладководни басейни, морета, реки и канали. Среща се на надморска височина до 8 m.

## Описание
Популацията на вида е нарастваща.